# 2024年印度北方邦踩踏事件
2024年印度北方邦踩踏事件是2024年7月2日发生在印度北方邦哈特勒斯的一起踩踏事故。该事故现已造成123人死亡，其中大多数为妇女儿童，至少150人被送往医院进行治疗。

## 事件
事故发生时当地哈特勒斯在举行一场印度教的宗教活动。初步报告称，有多达15,000人参加了这次活动，而活动地点原本仅能容纳5000人。但据当地警方的初步调查称，当体政府已允许80,000人参加该活动，但却约有250,000人参与，是当局允许容量的三倍多。
该事故发生在参加莫卧儿加尔希村（英語：Mughal Garhi）的一个临时帐篷中。他们在举行纪念印度教神湿婆的活动——萨桑（羅馬化：Satsaṅga，直译：「真理的陪伴」）。集会活动的人群在离开现场时发生踩踏事件。目击者称，事发路段两侧是排水沟，在拥挤踩踏中不断有人跌入深沟，很多人被后面倒下的人压在身下，最终酿成惨剧。事故造成123人死亡，其中包含112名妇女和7名儿童。一名当地警察在遇到送往埃塔（英語：Etah）的一家医院的多具尸体时，心脏病发作而亡。超过150人被送往医院抢救，由于一些人伤势严重，死亡人数可能会进一步上升。

## 原因
根据印度警方公布的初步调查显示，集会人数远超政府允许的场地容量和安全措施准备不足是踩踏发生的主要原因。警官拉杰什·辛格表示，此次活动获准接纳的人数只有5000人左右。现场实际约有数万人聚集，但却只有40名左右的警察负责维持秩序。在印度宗教节日活动中人群踩踏事件相对常见。在这些活动中，一大群人往往聚集在面积不大的地方，同时没有多少安全措施。
据其他的报道称，有多种原因致使事故发生：
- 官员们声称，这起事件的发生是由于炎热的天气、拥挤过度和导致人们恐慌的强沙尘暴[1]。
- 路上挤满了车辆致使会场的出口变得过于窄了[6][9][10]。
- 会场被封锁，以便于活动发起组织的创立者和该组织的其他成员离开[11][12]。
- 警方称，（直译：「仁慈的圣者」）驾车离开集会地时，场面一片混乱。数千名信徒大声喊叫并跑向汽车，踩踏了仍在静坐中的其他人[13]。
- 有信徒们试图捡起传教士足迹上的泥土[13]。

## 结果
|               | Narendra Modi | X的logo，一个风格化的X字母 |
| @narendramodi |               | X的logo，一个风格化的X字母 |

印地語：
我与北方邦首席部长约吉·阿迪蒂亚纳特就哈斯拉斯的悲惨事故进行了交谈。政府正在向所有受害者提供一切可能的救助。我与那些失去亲人的人同在。我祝愿所有伤者早日康复。
2024-07-02
据警方提供的第一份信息报告（FIR），当局已允许80,000人聚集参加该活动，但约有250,000人参加该活动。这场灾难在印度引起了民愤，并引发了对安全措施失效的质疑。据一位目击者Pappy Yadav声称，在事故发生的前一天，他向主要组织者Dev Prakash Madhukar和当地警方发出了关于管理不善的警报，原因是没有适当的停车设施。
I realized the issue and told Dev Prakash Madhukar, but he didn’t do anything. I also asked the local police to block one road for free flow of movement. I don’t know, but they didn’t pay heed,——Pappy Yadav，今日印度
警方对一名男子提起诉讼，并指控他是该活动的主要组织者，还有另一些人被指控多项罪名，包括杀人罪。据称，躲在他位于迈恩布里的道场中。警方现已逮捕6名嫌疑人，他们于该组织之中主要担任志工工作，负责管理群众与募款工作。警方确认被捕者为拉姆·拉达特（Ram Ladaite，50岁）、乌彭德拉·辛格·亚达夫（Upendra Singh Yadav，62岁）、梅格·辛格（Megh Singh，61岁）、穆克什·库马尔（Mukesh Kumar，38岁）以及曼朱·亚达夫（Manju Yadav，30岁）和曼朱·德维（Manju Devi，40岁）。传教士虽不在涉案人员名单（FIR）之中，警方也部署在了他所处的道场之外。北方邦政府成立了一个由三名成员组成的司法委员会，由一名已退休的高等法院法官领导，以调查该起事故，并调查其背后是否有“阴谋”。

### 印度
北方邦首席部长约吉·阿迪蒂亚纳特表示，每个死者家属将获得200,000 (US$ 3,106)卢比的经济援助，而伤者将获得50,000 (US$ 776.5)卢比。他还指示官员调查事件的原因。
总统德鲁帕迪·穆尔穆和总理纳伦德拉·莫迪对这场灾难表示哀悼。
现任国会议员，前国大党主席拉胡爾·甘地会见了遇难者家属并要求为死者家属提供更多赔偿。陪同的前北方邦议员孔瓦尔·达尼什·阿里称，政府未认真对待此次事故。

### 德国
特使菲利普·阿克曼（英語：Philipp Ackermann）当天在X上发帖，向在踩踏事件中失去亲人的家庭表示哀悼，并表示他对这一悲惨事件深感悲痛。

### 中华人民共和国
中国驻印度大使徐飞洪也在社交媒体上对死者表达了哀悼之情。

### 越南
总理范明政于7月4日就该事故向印度总理莫迪致慰问电。越通社驻新德里记者援引越南驻印度大使馆领事部门的信息称，目前暂未收到有关越南公民在印度北方邦踩踏事故中伤亡报告。